# Николаевка (Касторенский район)
Николаевка — село в Касторенском районе Курской области России. Входит в состав Краснознаменского сельсовета.

## История
- Деревня принадлежала капитану Николаю Герасимову. Позднее деревня стала именоваться по имени помещика – Николаевка. В обиходе продолжало использоваться также старое название Берёзовец.

- В 1790-х годах Николаевкой владел уже другой помещик – капитан Николай Афросимов. В это время первое название деревни из обихода вышло окончательно. Деревня стала именоваться Николаевка (Афросимово). Село расположилось на правой стороне реки Олым, по обе стороны Берёзового лога

- В 1827 году построена каменная церковь

- Храм был закрыт между 1924 и 1928 годам на период 1927 – 1928 годов, Никола-евка уже имеет более низкий статус деревни. Документов о закрытии храма в архивах не выявлено. Здание храма было разрушено полностью.

## География
Село находится в восточной части Курской области, в лесостепной зоне, в пределах юго-западной части Среднерусской возвышенности, на правом берегу реки Олым, на расстоянии примерно 9 километров (по прямой) к югу от посёлка городского типа Касторное, административного центра района. Абсолютная высота — 177 метров над уровнем моря.
Климат
Климат характеризуется как умеренный, со среднегодовой температурой воздуха +5,1 °C и среднегодовым количеством осадков 547 мм.
Часовой пояс
Село Николаевка, как и вся Курская область, находится в часовой зоне МСК (московское время). Смещение применяемого времени относительно UTC составляет +3:00.

## Население
| 1859 | 2002 | 2010 |
| ---- | ---- | ---- |
| 455  | ↘82  | ↘33  |

Гендерный состав
По данным Всероссийской переписи населения 2010 года в гендерной структуре населения мужчины составляли 36,4 %, женщины — соответственно 63,6 %.
Национальный состав
Согласно результатам переписи 2002 года, в национальной структуре населения русские составляли 100 % из 82 чел.

## Улицы
Уличная сеть села состоит из трёх улиц.